# ایرتیبل
ایرتیبل (انگلیسی: Airtable) شرکت نرم‌افزار آمریکایی است، که در سال ۲۰۱۲ در سان فرانسیسکو تأسیس شد. نرم‌افزار این شرکت، قابلیت‌های یادداشت را با تکنولوژی جدید ادغام کرده‌است. کاربران در این سیستم می‌توانند پایگاه داده بسازند و در وارد کردن داده‌ها، طراحی سایت یا تغییرات آن‌ها همکاری کنند.
ایرتیبل، ابزاری جادویی که مدیریت پروژه‌ها، سازماندهی اطلاعات و اتوماسیون کارها را در یک بستر جذاب و کاربرپسند به هم می‌بافد. اگر خسته از دست‌وپنجه نرم کردن با صفحات گسترده و نرم‌افزارهای پیچیده مدیریت هستید، به پشت کوه قاف نرسیده‌اید! این مقاله، سفری هیجان‌انگیز به دنیای ایرتیبل است. با من همراه باشید تا با این ابرقدرت سازماندهی آشنا شویم.
تصور کنید پایگاه داده‌ای رنگارنگ و انعطاف‌پذیر که با سادگی یک صفحه‌ی گسترده و قدرت یک نرم‌افزار حرفه‌ای، اطلاعات شما را مدیریت می‌کند. ایرتیبل، همین دنیای خیالی را به واقعیت تبدیل کرده است. این پلتفرم، بستری آنلاین برای ساخت پایگاه‌های داده‌ی رابطه‌ای است که به شما امکان می‌دهد داده‌های مختلف را ثبت، دسته‌بندی، تجزیه و تحلیل کنید. از فهرست کارمندان و موجودی انبار گرفته تا برنامه‌ریزی محتوا و مدیریت پروژه‌های شخصی، ایرتیبل همه‌چیز را با ظرافتی مثال‌زدنی سامان می‌دهد.

### چرا ایرتیبل؟
- سادگی و کاربرپسندی: رابط کاربری بصری و بدون نیاز به کدنویسی، ایرتیبل را برای هر کسی، از متخصصان خبره تا تازه‌کارهای دنیای تکنولوژی، قابل استفاده می‌کند. دیگر نیازی به دست‌وپنجه نرم کردن با فیلترهای پیچیده و فرمول‌های عجیب‌وغریب نیست.
- قدرت و انعطاف‌پذیری: ایرتیبل به سادگی یک صفحه‌ی گسترده، شروع می‌شود، اما قدرت یک پایگاه داده‌ی حرفه‌ای را در خود پنهان کرده است. امکان تعریف انواع مختلف فیلدها، ساخت روابط بین جداول، استفاده از فرم‌ها و اتوماسیون‌ها، تنها بخشی از قابلیت‌های شگفت‌انگیز این پلتفرم است.
- همکاری و اشتراک‌گذاری: به راحتی پایگاه‌های داده‌ی خود را با تیم‌تان به اشتراک بگذارید، تغییرات را در لحظه مشاهده کنید و با هم روی پروژه‌ها کار کنید. دیگر خبری از ایمیل‌های بی‌انتها و سردرگمی‌های مربوط به نسخه‌ی به‌روز اطلاعات نیست.
- اتوماسیون هوشمند: ایرتیبل، جادوگر اتوماسیون کارهای تکراری است. با قابلیت‌های خودکارسازی این پلتفرم، می‌توانید از ارسال ایمیل‌های یادآور و به‌روزرسانی خودکار فیلدها تا ایجاد گزارش‌های دوره‌ای به صورت اتوماتیک، بهره‌مند شوید.
- قالب‌های متنوع: دنیایی از قالب‌های آماده برای انواع کاربردها در انتظار شماست. از مدیریت روابط با مشتریان و تقویم محتوا گرفته تا پیگیری پروژه‌های فنی و برنامه‌ریزی رویدادها، تنها با چند کلیک می‌توانید پایگاه داده‌ی خود را راه‌اندازی کنید.